# Porte de pierre (Zagreb)
 (octobre 2021).

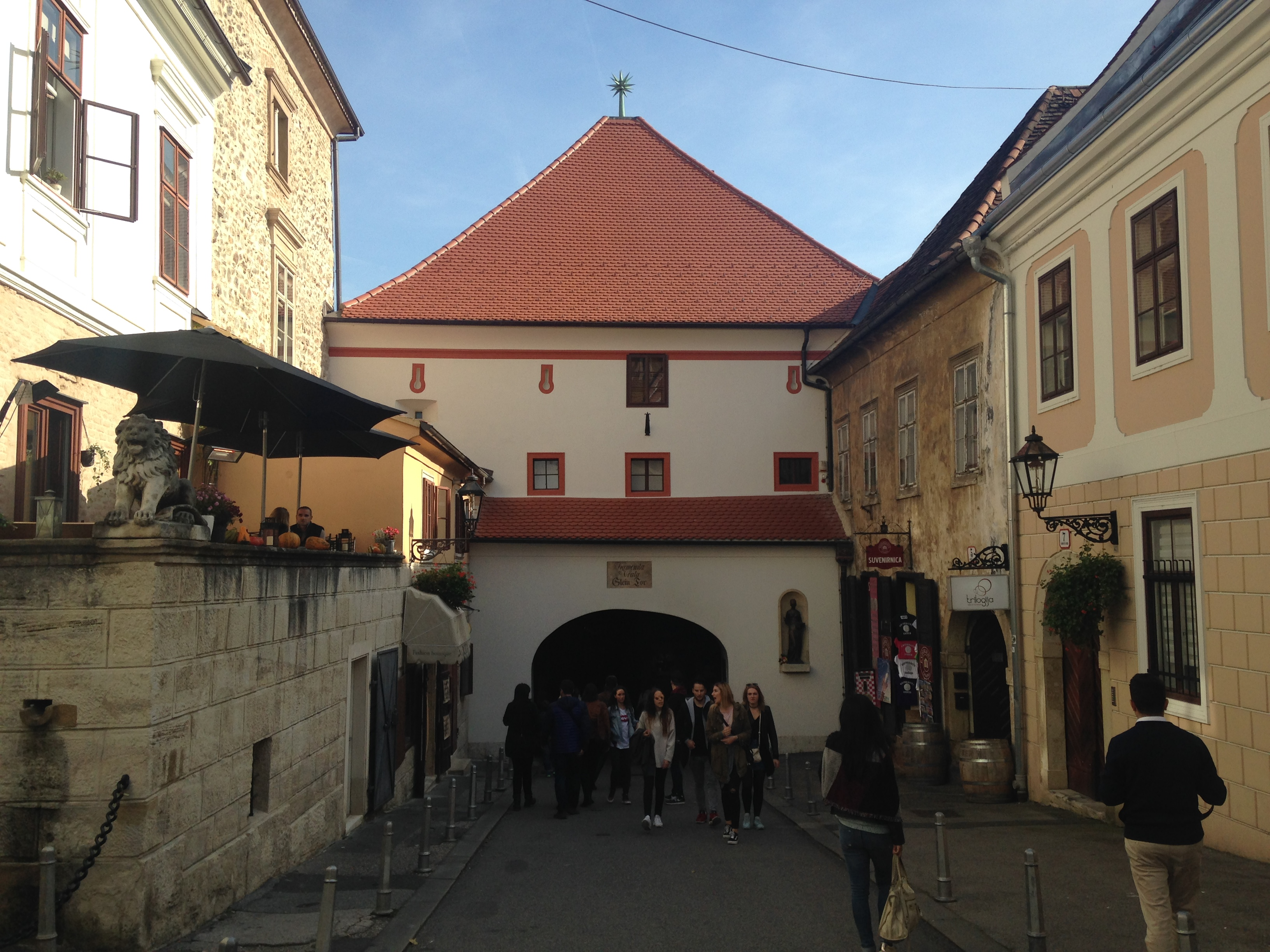
La Porte de pierre

La Porte de pierre (en croate : Kamenita vrata) est un point de repère de la ville haute de Zagreb en Croatie. Elle a été construite entre 1242 et 1266  et a pris son aspect actuel au XVIIIe siècle.